# Leptocheirus rhizophorae
Leptocheirus rhizophorae is een vlokreeftensoort uit de familie van de Corophiidae. De wetenschappelijke naam van de soort is voor het eerst geldig gepubliceerd in 1980 door Ortiz & Lalana.